# Заполярное нефтегазоконденсатное месторождение
Заполярное нефтегазоконденсатное месторождение — месторождение газа, газового конденсата и нефти. Открыто в 1965 году. Расположено на территории Тазовского района Ямало-Ненецкого автономного округа (ЯНАО), в 220 км от города Нового Уренгоя, в 80 км восточнее Уренгойского месторождения и в 85 км южнее поселка Тазовский. Является одним из крупнейших по объёму запасов и самым мощным по добыче газа в России.
Начальные запасы (категории С1+С2) — более 3,5 трлн м³ газа, около 80 млн тонн газового конденсата и нефти (извлекаемые). Проектная мощность — 130 млрд м³ газа в год.
Верхняя сеноманская залежь — примерно 2,6 трлн м³ газа, валанжинские горизонты — около 735 млрд м³ газа. По запасам газа в международном рейтинге газовых месторождений Заполярное занимает пятое место.
Лицензия на разработку месторождения принадлежит дочернему предприятию «Газпрома» — ООО «Газпром добыча Ямбург».

## История

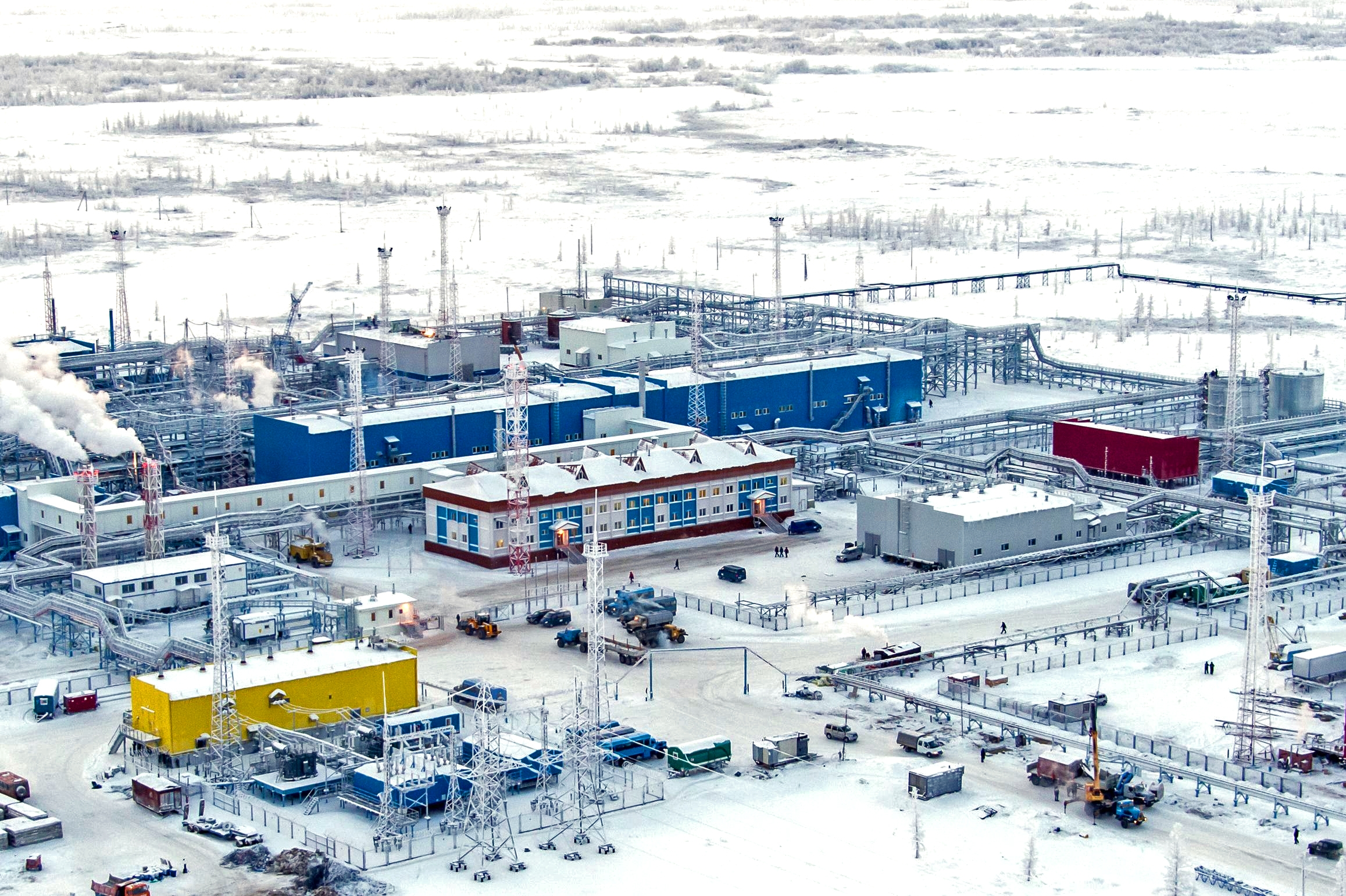
Заполярное нефтегазоконденсатное месторождение (в 220 км от города Нового Уренгоя) — установка комплексной подготовки газа

Промышленная эксплуатация Заполярного месторождения началась в 2001 году с разработки сеноманской залежи. В соответствии с проектом была построена УКПГ мощностью 35 млрд м³ — крупнейшая в мире. В 2004 году объём добычи достиг 100 млрд м³ газа в год.
В 2009 году был утверждён проект разработки газоконденсатных залежей и нефтяных оторочек Заполярного, подготовленный ООО «ТюменНИИгипрогаз». В сравнении с предыдущим проектом, разработанным в 1990 году, количество скважин было сокращено с 260 до 150, расстояния между ними возросли до 1,5—2 км — впервые по нижнему мелу.
При освоении месторождения было применено наклонно-направленное бурение с субгоризонтальным окончанием ствола скважин.
В 2011 году началась добыча газа и конденсата из более глубоких залежей — валанжинских (неокомских). В 2013 году месторождение было выведено на полную проектную мощность в 130 млрд м³ газа в год, что сделало его самым мощным месторождением в России.